# 豹子花
豹子花（学名：Nomocharis pardanthina）为百合科豹子花属下的一个种。

## 扩展阅读
- 維基物種上的相關：豹子花